# 5750 Kandatai
5750 Kandatai è un asteroide della fascia principale. Scoperto nel 1991, presenta un'orbita caratterizzata da un semiasse maggiore pari a 2,9931847 UA e da un'eccentricità di 0,0471735, inclinata di 9,88416° rispetto all'eclittica.